# Senecio flanaganii
Senecio flanaganii là một loài thực vật có hoa trong họ Cúc. Loài này được Phillips miêu tả khoa học đầu tiên năm 1917.